# Parapsammophila ponderosa
Parapsammophila ponderosa là một loài côn trùng cánh màng trong họ Sphecidae, thuộc chi Parapsammophila. Loài này được Gerstaecker miêu tả khoa học đầu tiên năm 1871.